# Solomon Northup
Solomon Northup (Minerva, Essex County (New York), 10 juli 1808 – 1863?) was een Afro-Amerikaan en de auteur van de autobiografie Twelve Years a Slave (12 jaar slaaf). 
Northup was een vrije Afro-Amerikaan uit New York, zijn vader was een vrijgelaten slaaf en zijn moeder was een vrije kleurling. Northup was boer en violist en hij bezat land in Hebron (New York). In 1841 werd hij ontvoerd door slavendrijvers, nadat ze hem met een valse werkaanbieding naar Washington, D.C. (waar slavernij legaal was) hadden gelokt. Kort nadat hij en zijn werkgevers in Washington waren aangekomen, verkochten ze hem als slaaf, kennelijk nadat ze hem hadden gedrogeerd. Hij werd naar New Orleans gebracht, waar hij aan een plantagehouder in Louisiana werd verkocht. Hier werd hij twaalf jaar lang als slaaf ingezet door verschillende eigenaars.  Uiteindelijk slaagde hij erin om een Canadees, die ook op de plantage werkte, ervan te overtuigen om zijn familie op de hoogte te brengen van zijn situatie. Met hulp van de gouverneur van New York herwon Northup op 3 januari 1853 zijn vrijheid en kon hij terugkeren naar zijn familie in New York. Hoewel hij gerechtelijke stappen ondernam, werden zijn ontvoerders en eigenaars niet gestraft.
In het eerste jaar van zijn herwonnen vrijheid schreef hij zijn autobiografie, Twelve Years a Slave (Derby & Miller, Auburn, New York, 1853). Hij gaf verder ook lezingen voor de abolitionisten.

## Verfilmingen
Northup’s autobiografie werd in 1984 verfilmd als de tv-film Solomon Northup’s Odyssey en in 2013 als de langspeelfilm 12 Years a Slave. De laatste won op de Academy Awards van 2014 de Oscar voor de beste film.